# Edvard Skagestad
Edvard Skagestad, född 6 juli 1988 i Ås, Akershus, är en norsk fotbollsspelare som är klubblös sedan 5 mars 2021.. Han har senast spelat för Kongsvinger IL.

## Karriär
Den 29 november 2013 skrev han ett treårskontrakt med IFK Norrköping. I mars 2015 återvände Skagestad till Aalesunds FK, som han skrev på ett tvåårskontrakt med.
I januari 2017 värvades Skagestad av Fredrikstad FK, där han skrev på ett tvåårskontrakt. I januari 2018 värvades Skagestad av Kongsvinger IL, där han skrev på ett tvåårskontrakt. I februari 2020 förlängde Skagestad sitt kontrakt med ett år.